# Agencia Internacional para la Investigación sobre el Cáncer
La Agencia Internacional de Investigaciones sobre el Cáncer (CIRC, en francés; IARC, por sus siglas en inglés: International Agency for Research on Cancer) es un órgano intergubernamental que forma parte de la Organización Mundial de la Salud (OMS) de las Naciones Unidas.

## Historia
El IARC se creó en mayo de 1965, a iniciativa de Francia, y en la actualidad está integrado por 21 países.
Su sede se encuentra en Lyon, Francia. Su misión es dirigir y coordinar las investigaciones sobre las causas del cáncer. También se encarga de los estudios epidemiológicos sobre la incidencia de esta enfermedad a nivel mundial. Este órgano es el responsable de la elaboración de monografías sobre los riesgos cancerígenos para humanos sobre la base de una serie de agentes, compuestos y exposiciones.
En 1991, la OMS declaró que el café era un posible carcinógeno.  Un cuarto de siglo más tarde, en 2016, el CIRC declaró que no lo es.

## Categorías IARC
El IARC clasifica los agentes, compuestos y exposiciones en cinco categorías:
- Grupo 1: Cancerígeno para humanos.
- Grupo 2A: Probablemente cancerígeno para humanos.
- Grupo 2B: Posiblemente cancerígeno para humanos.
- Grupo 3: No clasificable como cancerígeno para humanos.
- Grupo 4: Probablemente no cancerígeno para humanos. Solamente una sustancia  (la caprolactama) de las que han sido evaluadas ha sido incluida en esta categoría.